# NGC 966
NGC 966 este o galaxie lenticulară situată în constelația Balena. A fost descoperită în 1886 de către Francis Leavenworth. Se află la o distanță de 136,66 de megaparseci de Pământ.